# (32234) Jesslihuang
(32234) Jesslihuang est un astéroïde de la ceinture principale.

## Description
(32234) Jesslihuang est un astéroïde de la ceinture principale. Il fut découvert le 30 juillet 2000 à Socorro (Nouveau-Mexique) par le projet LINEAR. Il présente une orbite caractérisée par un demi-grand axe de 2,32 UA, une excentricité de 0,11 et une inclinaison de 5,5° par rapport à l'écliptique.

## Compléments